# Índice de complejidad Nelson

## Antecedentes
El índice de complejidad Nelson permite medir la capacidad de conversión de una refinería de petróleo con relación a la capacidad de destilación primaria. 
Fue desarrollado por Wilbur L. Nelson en una serie de artículos en la revista Oil & Gas Journal en 1960-1961 (Mar. 14, p. 189; Sept. 26, p. 216; y junio 19, p. 109). En 1976, desarrolló el concepto en otra serie de artículos, nuevamente en la revista Oil & Gas Journal (Sept. 13, p. 81; Sept. 20, p. 202; and Sept. 27, p. 83).
El índice de complejidad Nelson asigna un factor de complejidad a cada parte (planta) de la refinería de acuerdo a su complejidad y el costo comparándolo con la destilación de crudo (topping) a quien se le asigna un factor igual a 1. La complejidad de cada parte es luego calculada multiplicando su factor por su relación de carga como porcentaje de la capacidad de destilación de crudo. Sumando los valores de complejidad asignados (los calculados incluyendo la destilación) se determina la complejidad de la refinería según el índice de complejidad Nelson.
Este índice no solo indica la inversión necesaria o el costo de una refinería sino también el valor agregado potencial. Por lo tanto, cuanto más grande sea su índice, mayor será el valor de la refinería y mayor el valor de sus productos.
En la segunda edición del libro Petroleum Refinery Process Economics (2000), el autor Robert Maples indica que las refinerías estadounidenses tienen un índice de complejidad promedio de 9.5, comparado con las europeas de 6.5. La refinería Jamnagar, perteneciente a Reliance Industries Limited, de capitales indios, es una de las refinerías de mayor complejidad en el mundo con un índice de complejidad Nelson de 14.
La nueva refinería comenzó su producción el 25 de diciembre de 2008. La refinería de BP Texas, recientemente adquirida por Marathon Petroleum así como su refinería Galveston Bay tiene un índice de complejidad Nelson de 15.3 en 2013.
Las refinerías en los Estados Unidos poseen una capacidad de refinación de 16,5 millones de barriles por día. El índice de complejidad Nelson promedio es de 9,6, reflejando la gran cantidad de unidades de alta conversión. El mismo índice para Asia, Rusia y Latinoamérica es inferior a 5, reflejando baja capacidad de conversión, y elevada producción de fuel oil.
El "Department of Defense Fuel Spending, Supply, Acquisition, and Policy" de Estados Unidos muestra en su "CRS Report for Congress” el índice de complejidad Nelson para las 31 principales refinerías del país.
La revista Oil & Gas Journal calcula anualmente la complejidad de las refinerías con el índice de complejidad Nelson.

## Cálculo del índice de complejidad
Supongamos que para construir una destilación de crudo se tenga un costo de 1.000 U$S/BSD. Esto quiere decir que una planta de 50.000 BSD costaría 50 millones (1.000 U$S/BSD X 50.000 BSD). Si otra planta cuesta 3.000 U$S/BSD para construirla, tendría un factor de complejidad de 3. Cada unidad tiene un factor de complejidad relacionado con el costo de construcción de la unidad de destilación.
A continuación se pueden ver los valores del índice de complejidad Nelson:
| - Destilación (Topping): 1.0 - Vacío: 2.0 - Coke: 6.0 - Coke Fluido: 6.0 - Coke retardado: 6.0 - Cracking Térmico: 3.0 | - Cracking Catalítico: 6.0 - Reforming Catalítico: 5.0 - Hidrocracking: 6.0 - Hidrogenación Catalítica: 3.0 - Alquilación / Polimerización: 10.0 - Isomerización: 15.0 | - Planta de lubricantes: 60.0 - Planta de asfalto: 1.5 - Planta de hidrógeno (miles de pies cúbicos diarios): 1.0 - MTBE / TAME: 10.0 - Visbreaking: 2.5 |

Para obtener otros valores se puede ver la tabla “Complexity factors for petroleum refinery operations” y la tabla “Complexity factors in lube manufacture” en el sitio de University Microfilms International. El índice de complejidad Nelson de una refinería es la sumatoria de las capacidades de cada planta (barriles por día) multiplicada por el índice de la tabla anterior para esa planta y dividida por la capacidad del Topping (barriles por día).
Cada nueva planta que se agrega para aumentar la conversión en una destilería contribuye al aumento de la complejidad de la refinería en proporción a los índices asignados a ese proceso y su capacidad (de alimentación o de producción). Consideremos el caso de una refinería con capacidad de destilación de crudo de 50.000 BSD y una capacidad de la planta de vacío de 30.000 BSD. La relación de capacidades es 0.6. El factor de complejidad Nelson para el vacío es 2. La contribución de la unidad de vacío a la complejidad de la refinería general sería igual a 1,2 (0.6 x 2).
En su guía de las mejores técnicas del sector de refino del petróleo, la dirección general de calidad y evaluación ambiental española indica el índice de complejidad Nelson para todas las refinerías europeas, siendo el valor medio 6.1.
Daniel Johnston indica en Oil & Gas Journal que los índices de complejidad no han cambiado fuertemente con el paso de los años. Construir un cracking catalítico cuesta 5 a 7 veces más (basado de barriles cúbicos diarios), de la misma manera que la construcción de una unidad de destilación atmosférica. Por lo tanto, los índices generalizados siguen proporcionando una estimación rápida y cercana a la realidad.
CALCULO Básico DE CE
| Unidades      | Cantidad | bb/día | Nelson | Factor mejorado | CE       |
| ------------- | -------- | ------ | ------ | --------------- | -------- |
| Topping       | 2        | 190000 | 1.0    | 1.4             | 266000   |
| Vacío         | 2        | 80000  | 1.0    | 1.3             | 104000   |
| Reforming     | 1        | 9000   | 3.4    | 1.0             | 30600    |
| Cracking cat. | 2        | 50000  | 7.2    | 1.3             | 468000   |
| Coque         | 2        | 40000  | 6.4    | 1.2             | 307200 - |

CE calculado: 1175800

## Estudios comparativos de performance (Benchmarking)
Una refinería con un índice de complejidad Nelson de 5 se considera que tiene una complejidad cinco veces mayor que una refinería que solo tenga una destilación atmosférica (topping) para la misma carga de petróleo. Con la globalización, la abundante información y el desarrollo informático el cálculo de la complejidad fue mejorado tomando en cuenta las distintas variedades de operación en el mercado y dando un diagnóstico más acorde a la realidad.
En las últimas décadas la práctica de realizar estudios comparativos de performance (benchmarking) se ha incorporado a la mayoría de las empresas petroleras. Es la única manera de conocer si sus parámetros de trabajo (eficiencia, costos, energía, etc) se corresponden con la excelencia. Empresas consultoras especializadas en recolectar y distribuir la abundante información entre las distintas empresas, asegurando la confidencialidad de los datos, se han agregado al sistema para dar confiabilidad a los estudios.
Los estudios actuales utilizan un índice de complejidad Nelson mejorado llamado capacidad equivalente de destilación (EDC, equivalent distillation capacity). En la imagen se puede ver un ejemplo de su cálculo. Empresas con igual capacidad equivalente deberían tener similar eficiencia, costo, energía, cantidad de personal, etc.

## Consumo de energía de una refinería

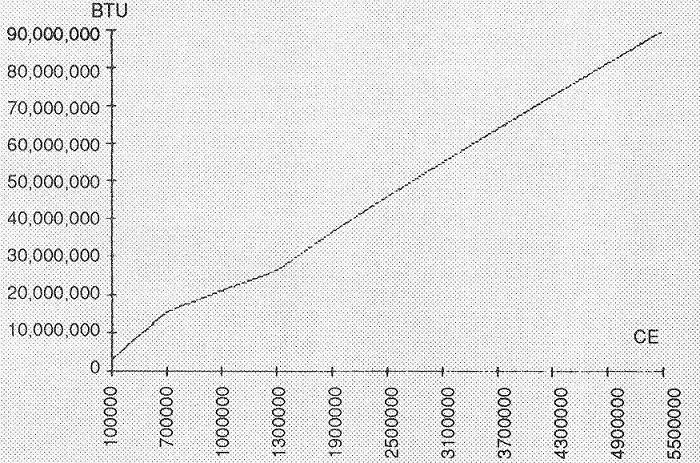
Relación entre consumo de energía de una refinería (medido en BTU o unidades térmicas británicas) y su índice de complejidad

Uno de los resultados del uso de los índices de complejidad es el hecho de que muchos aspectos de la operación de una refinería están relacionados con la complejidad. En particular, es posible correlacionar el consumo de energía con la complejidad de la destilería. La ventaja más importante de los estudios comparativos es que indican cuáles son los consumos de energía de una refinería para una misma complejidad e inducir a las compañías a que traten de mejorar su posición relativa en el estudio de benchmarking. Esta mejora se logra mediante la implantación de programas adecuados de ahorro de energía y la introducción de tecnologías más eficientes.
En los estudios comparativos de performance actuales se establece un nivel de consumo de energía estándar para cada unidad de proceso de la refinería. Esta es una meta razonable. El factor guía es la razón entre el consumo real de energía y el valor estándar. Para relacionar el factor guía con los valores que realmente se miden en la destilería debe seguirse el siguiente gráfico que representa el consumo estándar de una refinería.
Los estudios demuestran que las refinerías con mejores índices de energía monitorean continuamente sus hornos, usan eficientemente su vapor y su condensado, envían sus productos a procesos secundarios, evitando enfriamientos innecesarios y convenciendo al personal de planta sobre las bondades del ahorro de energía.